# 古風音楽

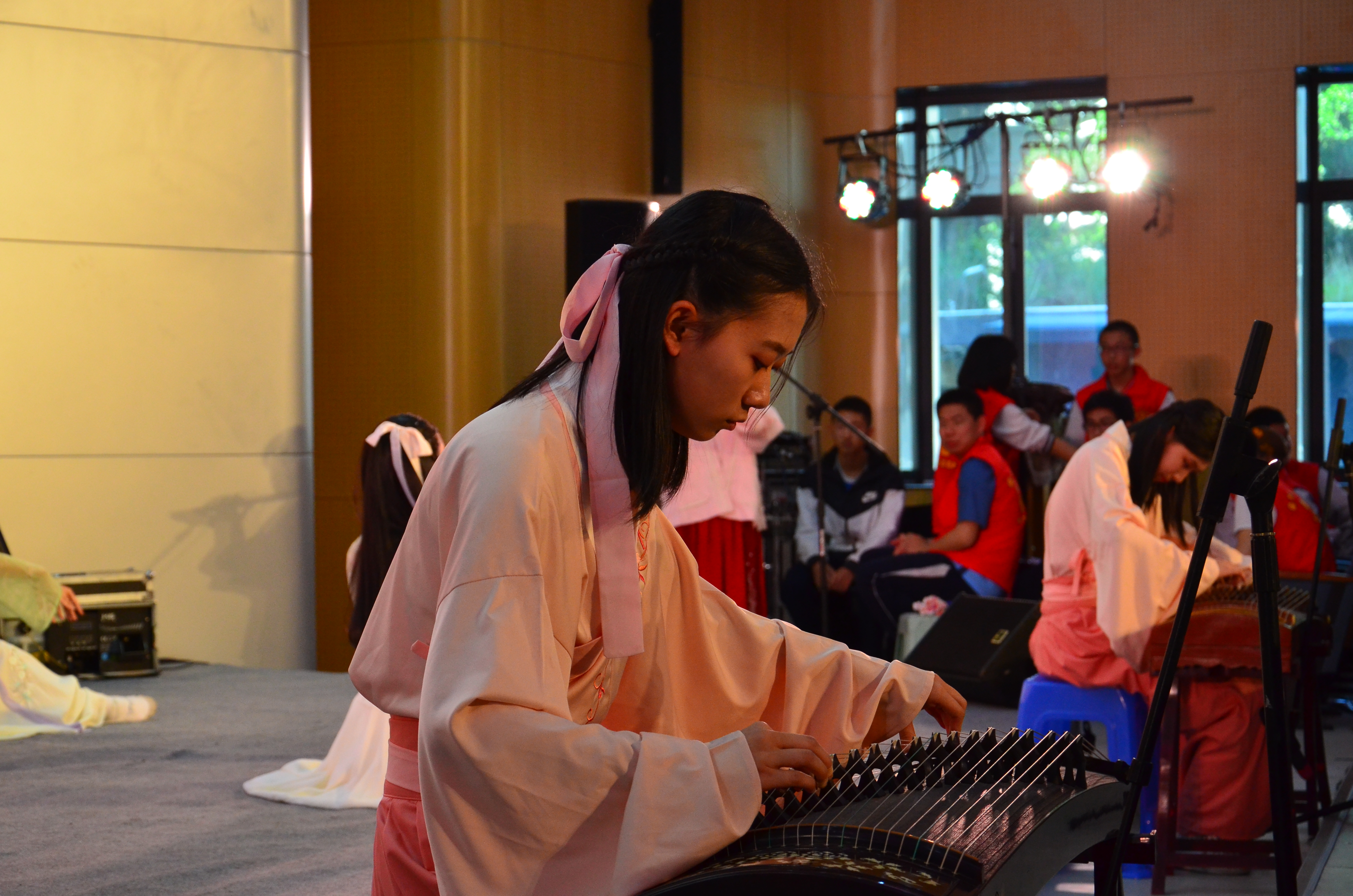
漢服を着る女子高校生は古風音楽を演奏する。

古風音楽（こふうおんがく、繁体字中国語：古風音樂、簡体字中国語: 古风音乐、拼音: gǔfēngyīnyuè）は、21世紀から中国のネット上で生まれ、擬古詩詞風の歌詞があり、漢民族の伝統的な楽器で演奏する歌のことである。歌詞は、主に古代中国の神話伝説、韻文などを元にして創作された。古風歌曲は近年の仙侠・武侠ゲーム、アニメ、ドラマなどにもよく起用されている、また、近ごろ、古風音楽はACG、漢服復興運動との連携態勢が強まっているとされる。

## 関連記事
- 銀臨
- C-POP
- 中国の音楽